# باد فیشر
باد فیشر (انگلیسی: Bud Fisher؛ ۳ آوریل ۱۸۸۵ – ۷ سپتامبر ۱۹۵۴) یک کارگردان اهل ایالات متحده آمریکا بود.